# Stanisław Sygnet
Stanisław Sygnet, (ur. 6 września 1924 w Krępie Kościelnej, zm. 1 listopada 1985) – polski duchowny rzymskokatolicki, biskup pomocniczy sandomierski
w latach 1976–1985 (od 1981 sandomiersko-radomski).

## Życiorys
Na prezbitera został wyświęcony 25 maja 1952 w Sandomierzu przez biskupa Franciszka Jopa. Prowadził pracę duszpasterską w parafii Najświętszego Serca Pana Jezusa w Ostrowcu Świętokrzyskim. Studia kontynuował na Katolickim Uniwersytecie Lubelskim. Był wykładowcą seminarium duchownego w Sandomierzu, w którym sprawował urzędy prefekta, a od 1973 rektora.
20 września 1976 został mianowany biskupem pomocniczym diecezji sandomierskiej i biskupem tytularnym Sufasaru. Sakrę biskupią przyjął 24 października 1976 w Sandomierzu. Konsekrował go biskup Piotr Gołębiowski.